# طرخشقون برودي
طرخشقون برودي (الاسم العلمي:Taraxacum frigidum) هو نوع من النباتات يتبع جنس الطرخشقون من الفصيلة النجمية.